# Парламентские выборы в Сан-Марино (1920)
Досрочные парламентские выборы в Сан-Марино проходили 14 ноября 1920 года для избрания 6-го Генерального совета Сан-Марино. Они стали первыми выборами в республике, проходившими по пропорциональной избирательной системе. В результате победу одержала Сан-Маринская народная партия, получившая 29 мест из 60.

## Предвыборная ситуация
По примеру Италии Сан-Марино ввело пропорциональное представительство по партийным спискам 15 октября 1920 года. Разделение на три класса было ликвидировано, а срок полномочий членов Генерального совета был ограничен четырьмя годами.
Сан-Маринская народная партия была образована после того, как отмена папой Бенедиктом XV правила non expedit («неучастие католиков в парламентских выборах») позволила основать её близнеца Итальянскую народную партию. Со своей стороны, землевладельцы создали свою консервативную силу Сан-Маринский демократический союз, требуя возврата к институтам, существовавшим до 1906 года, для наведения порядка против забастовок и политического насилия.

## Результаты
| Партия                               | Голоса | %    | Мест |
| ------------------------------------ | ------ | ---- | ---- |
| Сан-Маринская народная партия        | 1 125  | 47,8 | 29   |
| Социалистическая партия Сан-Марино   | 697    | 29,6 | 18   |
| Сан-Маринский демократический союз   | 534    | 22,7 | 13   |
| Недействительных/пустых бюллетеней   | 35     | –    | –    |
| Всего                                | 2 391  | 100  | 60   |
| Зарегистрированных избирателей/ Явка | 4 041  | 59,2 | –    |
| Источник: Nohlen & Stöver            |        |      |      |

## Последствия
Результатом стала победа с небольшим перевесом христианских демократов Сан-Маринской народной партии, однако социалисты отказались присоединиться к вновь избранному Генеральному совету, следуя своей революционной политической стратегии. 11 января 1921 года все социалистические места были объявлены вакантными за отсутствием депутатов, а 10 апреля были организованы дополнительные выборы: десять христианских демократов и восемь консерваторов стали советниками.